# Palmerston (Ausztráliai fővárosi terület)

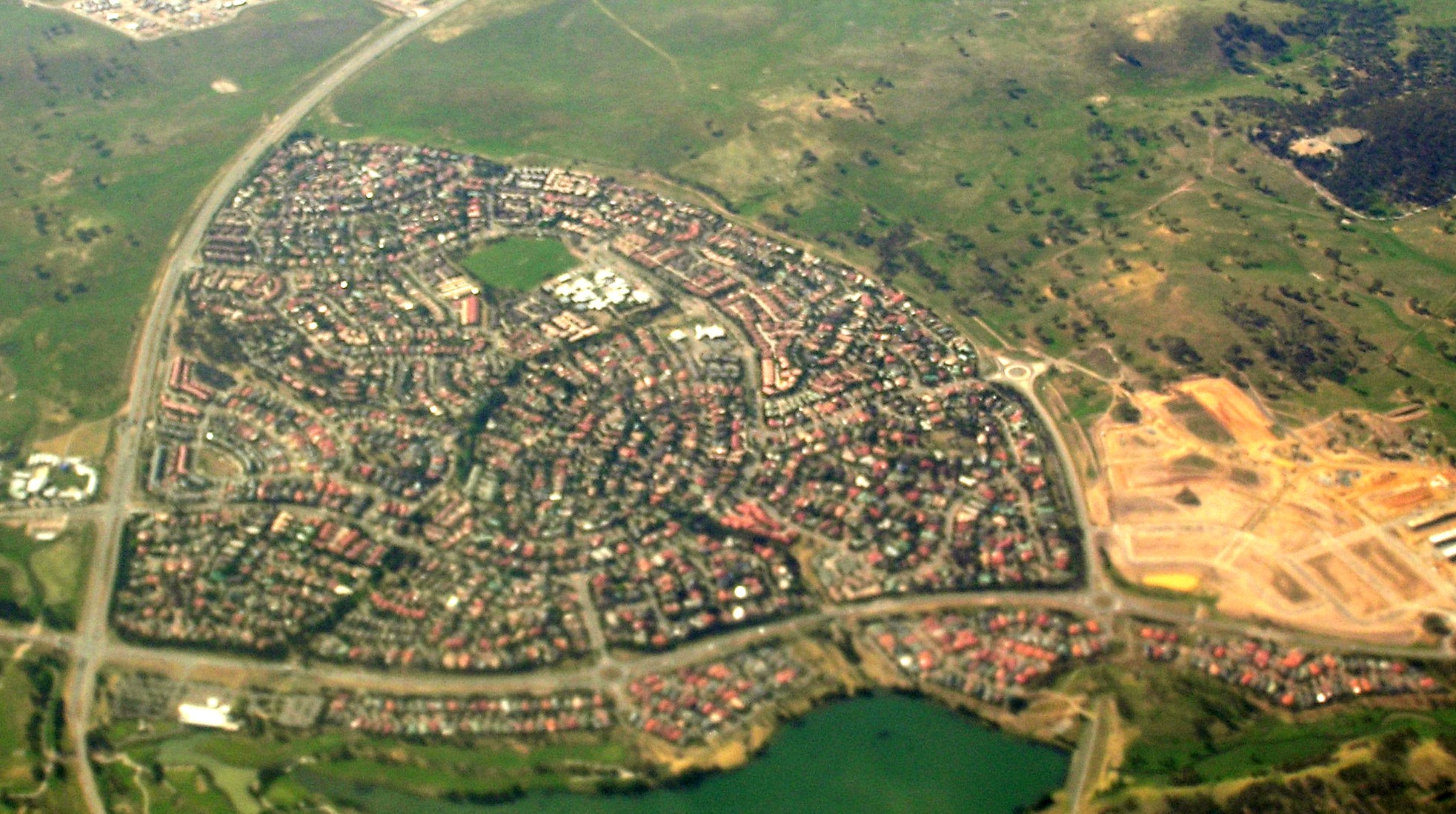
Palmerston légifotója, nyugat felől

Palmerston a főváros, Canberra egyik elővárosa Gungahlin kerületben. A városrészt George Thomas Palmerről nevezték el, aki 1826-ban Canberra régióban alapított egy települést Palmerville néven, melyet ma Ginninderrának hívnak. A városrész utcáit hegyekről és hegyvidékekről nevezték el, például a főutcát Ausztrália legmagasabb hegycsúcsa a Mount Kosciuszko után  Kosciuszko sugárútnak hívják.
A legközelebbi külvárosok Palmerstonhoz: Nicholls, Gungahlin,  Crace és Franklin.  A városrészt a Gungahlin Drive és a Gundaroo Drive határolja.
A városban helyi általános iskola nyílt 1994-ben, melynek neve : Palmerston Primary School.
A városrész utcái megtekinthetőek a Google Street View (Utcakép) szolgáltatással.

## Földrajza
Palmerston a középső szilur földtörténeti korból származó Canberra-képződmény homokkőtömbje fölött helyezkedik el. Egy hosszanti törésvonal húzódik a Ginninderra-patak völgyében lévő redők közt. A Winslade törésvonal déli irányból halad észak felé, majd egy másik töréshez kapcsolódik. A Gungahlin törésvonal párhuzamosan fut a terület redőivel, a vidék keleti részén.

## Fordítás
Ez a szócikk részben vagy egészben  a   Palmerston, Australian Capital Territory című angol Wikipédia-szócikk ezen változatának fordításán alapul.  Az eredeti cikk szerkesztőit annak laptörténete sorolja fel. Ez a jelzés csupán a megfogalmazás eredetét és a szerzői jogokat jelzi, nem szolgál a cikkben szereplő információk forrásmegjelöléseként.